# الشعر الصيني الكلاسيكي

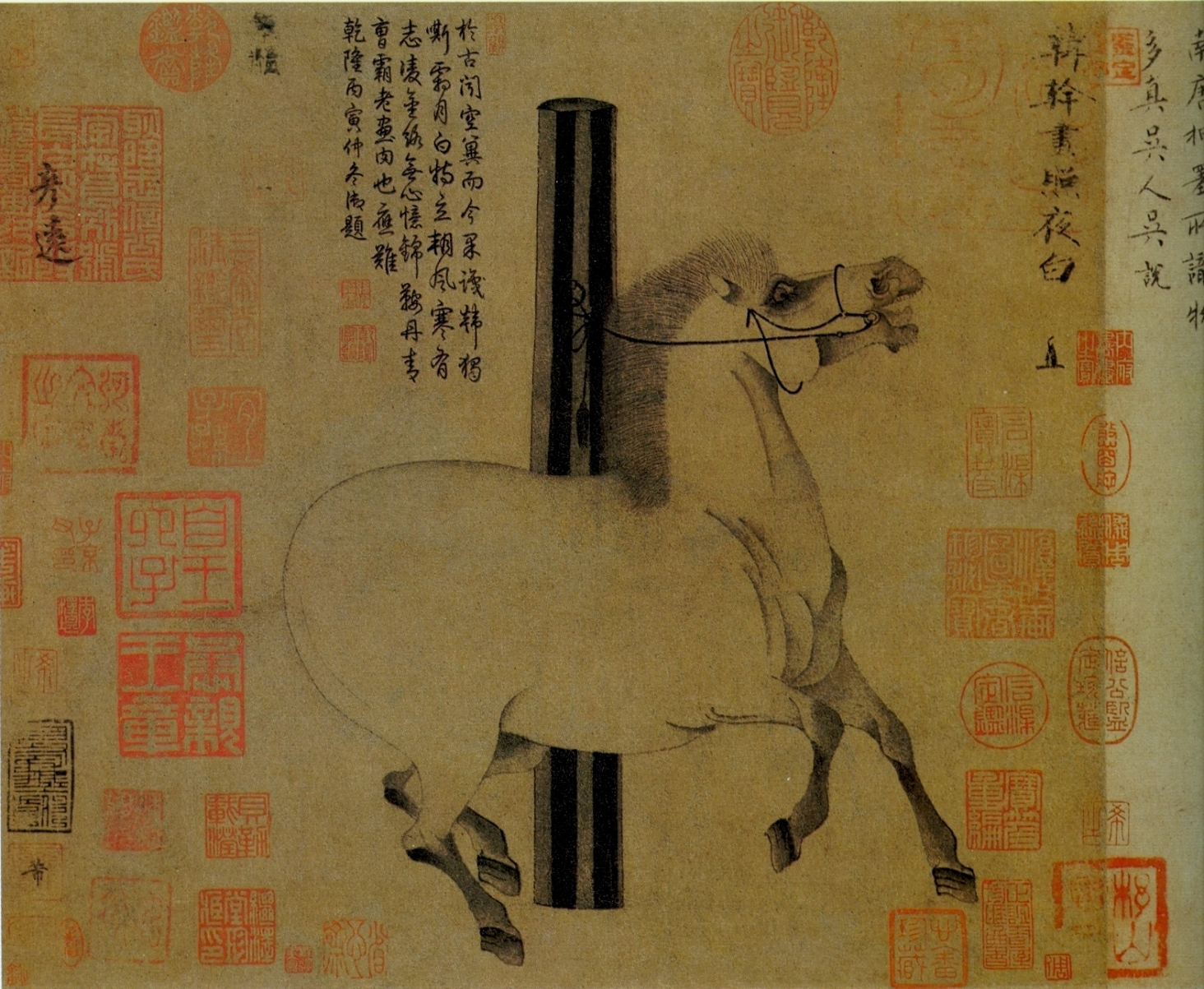

الشعر الصيني الكلاسيكي هو شعر صيني تقليدي كُتب باللغة الصينية الكلاسيكية، تحدده أشكال وأنماط تقليدية محددة، وأشكال أدبية تقليدية، وله ارتباطات بفترات تاريخية معينة، مثل شعر سلالة تانغ الحاكمة. ويعود التوثيق التاريخي لوجوده على الأقل إلى تاريخ نشر مجموعة «كلاسيكيات الشعر». وثمة توليفات وأشكال وأنماط متنوعة من الشعر الصيني الكلاسيكي، طُور العديد منها –أو معظمها- مع نهاية عهد سلالة تانغ الحاكمة، في عام 907 م.
ولقد استمر استخدام الشعر الصيني الكلاسيكي وتطويره بشكل فعال حتى قيام حركة الرابع من مايو في عام 1919، وما زال قيد التطوير حتى يومنا هذا. ويُظهر الشعر الذي كُتب وطُور بشكل شبه مستمر خلال فترة 2500 عام تنوعًا كبيرًا – ويصنَف وفق الفترات التاريخية الكبرى وعهود السلالات الحاكمة (النهج التاريخي الصيني التقليدي).
ومن الجوانب الرئيسية الأخرى المميزة للشعر الصيني الكلاسيكي علاقته القوية المتبادلة مع أشكال الفن الصيني الأخرى، مثل الرسم الصيني وفن الخط الصيني، وقد أثبت الشعر الصيني الكلاسيكي تأثيره الشديد على الشعر عالميًا.

## تاريخه وتطوره
يتألف التطور الأسلوبي للشعر الصيني الكلاسيكي من عمليات ثقافية أدبية وشفوية معًا، تُصنَف عادةً ضمن فترات أو عصور معيارية محددة، بناء على القصائد نفسها والمزايا الأسلوبية، وهذا ما يتوازى عادةً مع عهود السلالات الصينية الحاكمة، وفق منهج التأريخ الصيني التقليدي. وتشكل القصائد التي حُفظت بالكتابة الأدب الشعري، ويوجد أيضًا تراث يوازيها من الشعر التقليدي الشفوي الذي يُعرف بالقصائد أو نصوص البالاد الشعبية أو الأهلية، وقد حُفظ بعض هذه القصائد بالكتابة. عادةً ما تكون القصائد من النمط الشعبي مجهولة الكاتب، ويُظهر العديد منها علامات على تعرضها للتحرير أو التنقيح في سياق عملية تدوينها وتسجيلها بالكتابة. وتُعتبر مجموعتا «كلاسيكيات الشعر» (شيجينغ، بالإنجليزية: Shijing) و«أغاني الجنوب» (تشو سي، بالإنجليزية: Chuci) المصدرين الرئيسيين لأقدم القصائد المحفوظة. وهناك بعض القطع أو الشذرات الفردية التي نجت من أنماط أخرى – تكوّن جزءًا لا يتجزأ من التدوين التاريخي الكلاسيكي أو الأشكال الأدبية الأخرى.

### كلاسيكيات الشعر (شيجينغ)
يبدأ التراث الأدبي الخاص بالشعر لصيني الكلاسيكي بمجموعة «كلاسيكيات الشعر»، أو شيجينغ، التي يعود تاريخها إلى الألفية الأولى قبل الميلاد. ووفقًا للتراث، فقد كان كونفوشيوس (551 ق.م. – 479 ق.م.) هو آخر من حرر هذه المجموعة ومنحها شكلها الحالي، على الرغم من أن القصائد الفردية تعود في معظمها إلى تاريخ سابق. ويُرجع بورتون واتسون تاريخ المجموعة الرئيسية لهذه الأنثولوجيا إلى نحو القرن السابع قبل الميلاد، مع اعتبار أن جمع القصائد جرى خلال الأربعة أو الخمسة قرون التي سبقت ذلك. ويشير هذا العامل –من بين عوامل أخرى- إلى الشعبية الراسخة العابرة للطبقات التي يحظى بها هذا النمط الشعري، الذي يتميز بسطره الذي يتألف من أربعة رموز كتابية. وتميل مجموعة شيجينغ إلى الارتباط بالمفردات والثقافة الصينية الشمالية، وبالحكيم والفيلسوف العظيم كونفوشيوس على وجه التحديد، الأمر الذي شجع على تطوير هذا النمط الشعري إلى أسلوب شي الكلاسيكي، وهذا هو المعنى الحرفي لكلمة شيجينغ. وعلى الرغم من إشادة كونفوشيوس بهذه القصائد، فما من عينات شعرية باقية لهذا الأسلوب كُتبت خلال الأعوام الثلاثمئة التالية.

### أغاني الجنوب (تشو سي)
تُعد مجموعة سو شي نمطًا شعريًا مبكرًا آخر (إذ يعود تاريخها إلى حقبة الممالك المتحاربة بين عامي 475-221 ق.م. تقريبًا)، وتتميز بتنوع أطوال سطورها وخيالها وتأثرها باللهجة العامية المرتبطة بولاية تشو، في جنوب الصين. تُعتبر قصيدة لي ساو (بالإنجليزية: Li Sao)‏، التي تُنسب إلى كيو يوان، من الأجزاء الهامة في هذه المجموعة. وتُعد هذه القصائد، التي صدرت من ولاية تشو، من أهم ما كُتب في الشعر الصيني الكلاسيكي برمته، غير أن تأثيرها هي وأسلوبها على الشعر الصيني الكلاسيكي كان أقل من تأثير مجموعة شيجينغ وأسلوبها أول الأمر على الأقل.